# Jelen (Konárovice)
Jelen je základní sídelní jednotka, součást obce Konárovice v okrese Kolín ve Středočeském kraji. Nachází se asi 10 km severovýchodně od centra Kolína. V roce 2011 zde žilo 96 obyvatel v 35 domech.
V Jelenu se nachází kaple svatého Jiří, kříž a malý rybník. Je zde křižovatka silnic III/3222 a III/3223. Ve 14. století zde byl postaven pivovar a později rozsáhlý hostinec. Původně byl Jelen samota nazývaná Sobotka. V roce 1935 byl Jelen připojen ke Konárovicím.
| Rok            | 1869 | 1880 | 1890 | 1900 | 1910 | 1921 | 1930 | 1950 | 1961 | 1970 | 1980 | 1991 | 2001 | 2011 |
| -------------- | ---- | ---- | ---- | ---- | ---- | ---- | ---- | ---- | ---- | ---- | ---- | ---- | ---- | ---- |
| Počet obyvatel | –    | 118  | 112  | 100  | 105  | 100  | 96   | –    | –    | 108  | 91   | 74   | 102  | 96   |
| Počet domů     | –    | 20   | 20   | 19   | 19   | 19   | 19   | –    | –    | 27   | 25   | 28   | 33   | 35   |